# Xenorhina arboricola
Espèce
Statut de conservation UICN

 DD  : Données insuffisantes
Xenorhina arboricola est une espèce d'amphibiens de la famille des Microhylidae.

## Répartition
Cette espèce est endémique de la province de Sandaun en Papouasie-Nouvelle-Guinée. Elle se rencontre dans les monts Bewani, les monts Torricelli et les monts Hunstein.

## Publication originale
- Allison & Kraus, 2000 : A new species of frog of the genus Xenorhina (Anura: Microhylidae) from the north coast ranges of Papua New Guinea. Herpetologica, vol. 56, p. 285-294.